# Augochlora sporas
Augochlora sporas är en biart som först beskrevs av Joseph Vachal 1911.  Augochlora sporas ingår i släktet Augochlora och familjen vägbin. Inga underarter finns listade.